# Patxi Puñal
Francisco Puñal, más conocido como Patxi Puñal (Huarte, Navarra, 6 de septiembre de 1975) es un exfutbolista español que jugaba como centrocampista. Desarrolló prácticamente toda su carrera deportiva con el Club Atlético Osasuna, entidad de la que es el jugador con más partidos disputados de su historia con 513 encuentros en diecisiete temporadas. Fue asimismo el club que le formó en sus categorías inferiores, y del que fue capitán. Es por todo ello uno de los jugadores más destacados de la historia del club navarro.

## Biografía
Durante el partido Osasuna-Betis, el 4 de diciembre de 2011, Patxi Puñal se convirtió en el jugador que más partidos ha jugado con Osasuna en Primera División, con 399 encuentros. Es un ídolo para la afición, uno de los jugadores más importantes de la historia del Club Atlético Osasuna. Con el descenso de Osasuna a Segunda División en 2014, decidió retirarse.
Entre otros logros cabe destacar la final de la Copa del Rey en el año 2005, la histórica clasificación para disputar la Champions League (2005/2006) o la semifinal de la UEFA Europa League (2006/2007), ganando con soltura a equipos como el Bayer Leverkusen, Parma, Girondins de Burdeos o el Glasgow Rangers.

## Medalla de Oro al Mérito Deportivo
El Gobierno de Navarra le concedió en el año 2014 la Medalla de Oro al Mérito Deportivo de Navarra, máximo galardón deportivo que se concede en la Comunidad Foral de Navarra.

## Trayectoria Profesional
| Club                   | País   | Año | Liga      | Partidos | Goles |
| ---------------------- | ------ | --- | --------- | -------- | ----- |
| C.A. Osasuna B         | España | 2ªB | 1997-1998 | 32       | 4     |
| C.A. Osasuna           | España | 2.ª | 1997-1999 | 41       | 2     |
| C. D. Leganés (Cesión) | España | 2.ª | 1999-2001 | 67       | 11    |
| C.A. Osasuna           | España | 1.ª | 2001-2014 | 462      | 29    |

Debut en 1.ª División: 26 de agosto de 2001, C.A. Osasuna 0- Celta de Vigo 2
| Temporadas 1.ª | Partidos 1.ª | Goles 1.ª | Partidos en Copa | Goles en Copa | Internacional |
| -------------- | ------------ | --------- | ---------------- | ------------- | ------------- |
| 13             | 420          | 22        | 47               | 4             | Ninguna       |